# Бабаев, Кечари Орудж оглы
Кечари Орудж оглы Бабаев (азерб. Köçəri Oruc oğlu Babayev; 1920, Шукюрбейли, Карягинский уезд — 24 января 1991, Джебраильский район) — советский азербайджанский агроном, Герой Социалистического Труда (1971).

## Биография
Родился в 1920 году в семье крестьянина в селе Шукюрбейли Карягинского уезда Азербайджанской ССР (ныне неподконтрольный Азербайджану Джебраильский район).
С 1940 по 1941 год служил в Советской Армии. С 1941 года на фронте Великой Отечественной войны.
Начал трудовую деятельность после демобилизации в 1942 году бухгалтером в Джебраильской МТС. До 1958 года главный бухгалтер этой же МТС. С 1959 года председатель колхоза имени 26-ти бакинских комиссаров Джебраильского района.
Указом Президиума Верховного Совета СССР от 8 апреля 1971 года за выдающиеся успехи, достигнутые в развитии сельскохозяйственного производства и выполнении пятилетнего плана продажи государству продуктов земледелия и животноводства Бабаеву Кечари Орудж оглы было присвоено звание Героя Социалистического Труда с вручением ордена Ленина и золотой медали «Серп и Молот».
Активно участвовал в общественно-политической жизни страны. Депутат Верховного Совета Азербайджанской ССР седьмого и восьмого созыва. В Верховный Совет 8 созыва избран от Шукюрбейлинского избирательного округа № 196 Азербайджанской ССР, член комиссии законодательных предположений ВС Азербайджанской ССР 8-го созыва. Член КПСС с 1946 года.
Отец Генерального прокурора Азербайджана с 1991 по 1992 год Мурада Бабаева.
Скончался 21 января 1991 года в родном селе.